# ميكانيكا المواد الصلبة
ميكانيكا الأجسام الصلبة هي فرع من فروع الميكانيكا، الفيزياء والرياضيات التي تهتم بفعل الأجسام الصلبة تحت التأثيرات الخارجية (مثل القوى الخارجية، تغيرات درجة الحرارة، التغيرات، إلخ...). هي جزء من دراسة أوسع تعرف بميكانيكا المتصل (ميكانيكا الأجسام المتصلة). واحدة من أشهر التطبيقات المستخدمة في الميكانيكا للأجسام الصلبة هي معادلة أويلر-بيرنولي. مكيانيكا الأجسام الصلبة تستخدم الشد بكثرة من أجل وصف الإجهادات والانفعالات والعلاقة بينهم.
يستعمل افتراض أن الجسيم النقطي أبعاده معدومة لتسهيل دراسة خواص الجسم التحريكية لكن في الفيزياء الحقيقية لا يوجد جسم ليس له كتلة وّأبعاده مهملة.

## تعريف الجسم الصلب
الجسم الصلب عبارة عن مجموعة من الجسيمات النقطية مهملة الأبعاد ذات كتلة m تتجمع فيما بينها لتشكل جملة جسيمات، ويختلف الجسم الصلب عن جملة الجسيمات العادية بأن البعد بين الجسيمات المكونة له ثابت أي:
إذا كان m1 جسيم نقطي من الجسم الصلب وm2 جسيم نقطي من الجسم الصلب وm3 جسم نقطي من الجسم الصلب فإنه وبالضرورة: r12 = r23 = r13

## مركز الكتلة
لدراسة خصائص حركة الجسم الصلب نحدد نقطة منه أو من الفراغ المحيط به، هذه النقطة هي مركز ثقله وتتميز عن باقي النقاط.
عندما لا يخضع الجسم لأي قوة خارجية فإنه يتحرك حركة عشوائية في الفضاء وتكون حركة مركز كتله حركة مستقيمة منتظمة.